# Peridea sikkima
Peridea sikkima är en fjärilsart som beskrevs av Moore 1879. Peridea sikkima ingår i släktet Peridea och familjen tandspinnare. Inga underarter finns listade i Catalogue of Life.